# Driopitec
Els driopitecs (Dryopithecus, que significa ‘simi dels roures’) foren un gènere de simis que visqueren a la part oriental d'Àfrica, encara que també se n'han trobat fòssils a Europa, durant el període del Miocè superior, fa entre 12 i 9 milions d'anys i que podrien haver estat els antecessors de l'home modern.
El primer esquelet complet va ser trobat en el jaciment de Can Llobateres, Sabadell, el qual va rebre el nom de Jordi. Després de desenvolupar-se al sud de la Vall del Rift, es van expandir al llarg de tota Àsia i Europa. Eren animals arborícoles i del seu hàbitat obtenien el seu aliment, fruites i fruits del bosc.